# Stephen Morris
Stephen Morris (* 27. srpna 1992 v Miami, stát Florida) je hráč amerického fotbalu nastupující na pozici Quarterbacka za tým Indianapolis Colts v National Football League. Univerzitní fotbal hrál za University of Miami, po Draftu NFL 2014, kdy si ho nevybral žádný tým, podepsal smlouvu s týmem Jacksonville Jaguars.

## Mládí
Morris navštěvoval Monsignor Edward Pace High School v rodném Miami. V místním fotbalovém klubu hrál na pozici Quarterbacka a zkompletoval 240 přihrávek ze 404 pro 3 536 yardů.

## Univerzita
Jako nováček v sezóně 2010 Morris zasáhl do šesti utkání, z toho čtyřikrát jako startující hráč. Zkompletoval 82 ze 153 přihrávek pro 1 240 yardů, 7 touchdownů a 9 interceptionů. Ve druhém ročníku nastoupil v pěti zápasech, zkompletoval 26 z 37 přihrávek pro 283 yardů a 2 interceptiony. Do ročníku 2012 už vstoupil jako startující hráč a takto odehrál všech dvanáct utkání svého týmu. 29. září 2012 v utkání proti North Carolina State University pak stanovil rekord konference ACC v počtu naházených yardů v jednom utkání, když jich zaznamenal 566. Celkem si v sezóně připsal 245 zkompletovaných přihrávek z 421 pro 3 345 yardů, 21 touchdownů a 7 interceptionů. Poslední ročník uzavřel se skóre 3 028 naházených yardů a 21 touchdownů.

## Profesionální kariéra

### Jacksonville Jaguars
Poté, co si ho nevybral žádný tým během sedmi kol Draftu NFL 2014, Morris jako volný hráč podepsal smlouvu s Jacksonville Jaguars. 29. srpna 2014 byl propuštěn, ale jako člen rezervního týmu se vrátil 31. srpna. Propuštěn byl 4. září 2015.

### Philadelphia Eagles
6. září 2015 Morris podepsal smlouvu s Philadelphií Eagles, 21. září byl propuštěn, ale znovu se do týmu vrátil 22. září.

### Indianapolis Colts
24. prosince 2015 Morris podepsal smlouvu s Indianapolis Colts.